# Quản lý quan hệ khách hàng
Quản lý quan hệ khách hàng hay CRM (tiếng Anh: Customer relationship management) là một phương pháp giúp các doanh nghiệp tiếp cận và giao tiếp với khách hàng một cách có hệ thống và hiệu quả, quản lý các thông tin của khách hàng như thông tin về tài khoản, nhu cầu, liên lạc và các vấn đề khác nhằm phục vụ khách hàng tốt hơn. Các mục tiêu tổng thể là tìm kiếm, thu hút, giành niềm tin khách hàng mới, duy trì những đối tác đã có, lôi kéo khách hàng cũ trở lại, giảm chi phí tiếp thị và mở rộng dịch vụ khách hàng. Việc đo lường và đánh giá mối quan hệ với khách hàng là rất quan trọng trong mục tiêu thực hiện chiến lược.
Thông qua hệ thống quan hệ khách hàng, các thông tin của khách hàng sẽ được cập nhật và được lưu trữ trong hệ thống quản lý cơ sở dữ liệu. Nhờ một công cụ dò tìm dữ liệu đặc biệt, doanh nghiệp có thể phân tích, hình thành danh sách khách hàng tiềm năng và lâu năm để đề ra những chiến lược chăm sóc khách hàng hợp lý. Ngoài ra, doanh nghiệp còn có thể xử lý các vấn đề vướng mắc của khách hàng một cách nhanh chóng và hiệu quả.
Quản lý quan hệ khách hàng cung cấp một hệ thống đáng tin cậy, giúp quản lý khách hàng và nhân viên, cải thiện mối quan hệ giữa nhân viên với khách hàng. Một chính sách quan hệ khách hàng hợp lý còn bao gồm chiến lược đào tạo nhân viên, điều chỉnh phương pháp kinh doanh và áp dụng một hệ thống công nghệ thông tin phù hợp. Quan hệ khách hàng không đơn thuần là một phần mềm hay một công nghệ mà còn là một chiến lược kinh doanh bao gồm cả chiến lược tiếp thị, đào tạo và các dịch vụ mà doanh nghiệp cung ứng tới khách hàng. Doanh nghiệp có thể lựa chọn một giải pháp quan hệ khách hàng hợp lý dựa trên tiêu chí đặt khách hàng ở vị trí trung tâm, quan tâm tới nhu cầu của khách hàng nhằm đạt được mục đích là duy trì mối quan hệ tốt với khách hàng và đạt được lợi nhuận tối đa trong kinh doanh. 